# Black Potts Railway Bridge
Die Black Potts Railway Bridge ist eine Eisenbahnbrücke bei Windsor, Berkshire, England über die Themse. Die Staines to Windsor Line von London Waterloo Station über Staines-upon-Thames endet unmittelbar nach der Brücke an der Windsor and Eton Riverside Railway Station. Die Brücke überquert die Themse zwischen dem Old Windsor Lock und dem Romney Lock.

## Geschichte
1849 beantragte die Windsor Staines and Richmond Railway eine Brücke an dieser Stelle zu errichten. Die Brücke wurde 1850 eröffnet. Die Eröffnung hatte sich verzögert, weil am Tag vor der letzten Bauinspektion einer der Pfeiler zusammenbrach. Die Brücke führt in der Mitte des Flusses über die Insel Black Potts Ait. Ursprünglich hatte die Brücke mit Ornamenten verzierte gusseiserne Bogenrippen, aber diese korrodierten und wurden durch nüchterne schmiedeeiserne Vollwandträger ersetzt, die das Aussehen der Brücke stark veränderten.

## Black Potts Viaduct

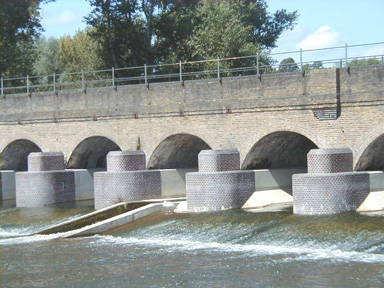
Der Jubilee River am Black Potts Viaduct

Unmittelbar östlich der Brücke liegt der Black Potts Railway Viaduct. Der Viadukt musste aufwendig geschützt werden, als der Jubilee River gebaut wurde, da die Mündung des neuen Kanals durch die Ziegelsteinbögen des vorher gebauten viktorianischen Viadukts fließt.